# Akkerscherm
Akkerscherm (Ammi) is een geslacht van planten uit de schermbloemenfamilie (Umbelliferae oftewel Apiaceae). De botanische naam Ammi is mogelijk afkomstig van het Oudgriekse ἄμμος, ammos = zand. De soorten komen voor van Macaronesië tot in West-Azië.
In België en Nederland komen de volgende soorten in het wild voor:
- Groot akkerscherm (Ammi majus)
- Fijn akkerscherm (Ammi visnaga)

Voor gebruik in de tuin zijn enkele cultivars ontwikkeld:
- Ammi majus 'Snowflake'
- Ammi visnaga 'Green Mist'

## Soorten
- Ammi majus L. - Groot akkerscherm
- Ammi seubertianum (H.C.Watson) Trel.
- Ammi trifoliatum (H.C.Watson) Trel.